# Sara Krnjić
Sara Krnjić, född 15 juli 1991 i Novi Sad, är en serbisk basketspelare. Krnjić blev olympisk bronsmedaljör i basket vid sommarspelen 2016 i Rio de Janeiro.